# 大圓寺 (恵那市)
大圓寺（だいえんじ、大円寺）は、美濃国遠山荘の地頭遠山氏の菩提寺で、南北朝時代の建武2年（1335年）から戦国時代の末期の元亀3年（1572年）まで美濃国恵那郡（現在の岐阜県恵那市岩村町富田大円寺）に存在した臨済宗妙心寺派の大寺院。
武田信玄家臣の秋山虎繁（信友）が織田信長の叔母が城主となっていた岩村城を包囲して降伏させた後に、焼討し破壊したため滅亡した。現在は大円寺跡として恵那市指定史跡となっている。。

## 歴史
明覚山(みょうかくざん)大圓寺は、京都大徳寺栖真院の末寺として建武2年（1335年）に美濃国恵那郡遠山荘の地頭で岩村城主の遠山三郎が、峰翁祖一を迎え、遠山一族の総力を結集して建立した。
峰翁祖一は尾張国の妙興寺の一世であり、美濃国では阿木村の大禅寺や吉祥寺など数ヶ寺を開創している。
二世は玉林宗璨で延文3年(1358年)に大圓寺に嗣住。三世は月菴宗光で永和4年(1378年)と続き、四世は宝林清円、五世は進叟性勝であったと推察されている。
応永17年(1417年)室町幕府の四代将軍足利義持が発令した大圓寺住職の辞令が、尾張の妙興寺の塔頭である耕雲院に現存している。このことは大圓寺は林下ではなく室町幕府の保護を受けていた官寺で諸山であったことを示している。
隆盛を誇った大圓寺であったが、何者かの兵火によって一時衰微した。(当時、恵那郡中部を占領していた信濃国伊那郡松尾城主の松尾小笠原氏からの攻撃か)。
天文3年（1534年）伊那松尾城主の小笠原貞忠は信濃府中家の小笠原長棟に松尾城を攻められ甲斐へ逐電し恵那郡中部から撤退すると、遠山景前は恵那郡中部の領地を取り戻し、甲斐恵林寺を再興した名僧明叔慶浚を招いて大圓寺を再興した。
内閣文庫本の明叔録には「東濃大圓禅寺、蓋し正宗大暁禅師の挿草也、寺は兵火に罹り、零落して亦廃したり。斉しく忍ばず、國の寺僧　瑞吟蔵司は、一日衆に謀り、再興せんと欲す。時の強き壇命によって、天文三年六月中旬に、山僧(明叔)をして視篆の羽儀を刷めしむ。」とある。
明叔慶浚は、天文10年（1541年）まで止住した。ちなみに明叔は飛騨国の南部を治めた戦国大名三木直頼の義兄である。
天文12、13年（1543年-1544年）頃、明叔が可児郡御嵩町の愚渓寺に去った後に希菴玄密禅師が住持となった。希菴は快川紹喜と共に臨済二大徳と言われた高僧で、京都妙心寺で管長職を5度務めた他、恵林寺の住持にもなっている。
天文23年（1554年）、信濃国全域の領国化を進めていた武田信玄が遠山氏の領地と接する信濃の伊那郡を制圧したため、天文24年（1555年）に遠山景前をはじめとする遠山七頭は信玄の軍門に下った。
弘治2年（1557年）正月、大圓寺に武田信玄の制札が掲げられた。

その内容は、明叔録に記されている。
弘治2年(1557年）7月13日、遠山景前が亡くなり、嫡男であった遠山景任が岩村遠山氏を嗣いだが、三回忌法要は景前の未亡人が、大圓寺から希菴の法兄の悦崗宗怡を招いて行った。
永禄7年（1564年）の信玄の母・大井の方の十三回忌法要は信玄の願いにより当時、恵林寺に居た希菴により営まれたが、その後、妙心寺に戻った希菴に、遠山氏より大圓寺住持の依頼が再び来た。希菴はこれを受け入れ再び住持となった。
元亀3年（1572年）8月14日、岩村城主の遠山景任が病死して岩村遠山氏の血統が断絶すると、織田信長は東美濃の支配権を奪う好機として、岐阜城留守居の河尻秀隆や織田信広を岩村城に派遣して占領し、景任の養嗣子として自らの子御坊丸を送り込み、叔母のおつやの方を城主とした。
信玄は大圓寺に居る希菴に対し、恵林寺へ戻るように再三使者を送り要請したが希菴は応ぜず、「老來一枕黒聒餘、使者敲門頻起予、但恨風流賢守識、閑名幾度上除書」と詩を書いて返答とした。その答辞を見て信玄は激怒し秋山虎繁に命じて希菴の殺害と大圓寺の破壊を命じた。
元亀3年（1572年）秋山虎繁が率いる甲斐と信濃の武田勢が、遠山氏の本拠地である岩村城を攻撃し、岩村城の戦いが行われた。
岩村城の開城から約2週間後の11月26日、大圓寺に対しても武田勢が攻撃するとの噂を聞いて身の危険を感じた希菴は、共の者と寺から伊勢を目指して西へ逃げた。これを知った秋山虎繁は刺客3人を送り、彼らは飯羽間村で希菴一行に追付いて、飯羽間川にかかる橋（希菴橋）の上で全員を殺害した。
ところが半月もたたない内に三人は気が狂ったり、狂った馬から落ちて命を落とした。それに留まらずその5ヵ月後、信玄が死亡している。殺害された希菴らは村人達によって付近に葬られ希菴塚と呼ばれている。
希菴が殺害された後に暫くして、東濃三大名刹(大圓寺・永保寺・愚渓寺)の一つと言われ、約15ヘクタールもの広大な敷地と常時100名を越す修行僧が居た大圓寺の建物群と、仏像や庭園、遠山氏累代の墓や過去帳をはじめとする書物や絵画などが全て破壊されて、歴史の幕を下ろした。

## 快川紹喜の信玄に対する大圓寺存続依頼
希菴と並び臨済二大徳の一人として、当時武田氏の菩提寺である甲斐の恵林寺に居た快川紹喜は、希菴殺害の報を知り、非常な衝撃を受けて、信濃伊那郡の開善寺の速傳宗販に向けて、信玄に大圓寺存続の依頼をしてみるので、そのことを大圓寺に伝えてほしいと手紙を送っているが、大圓寺は秋山虎繁により徹底的に破壊されたために存続は叶わなかった。

## 歴代住持
- 峰翁祖一（大暁禅師）
- 玉林宗璨
- 月菴宗光
- 寶林清円
- 進叟性勝
- 明叔慶浚
- 希菴玄密
- その他、大虫全岑・心王・定菴性守・南山●薫・絶照●晃・無言宗輷・中怡西堂・宗才首座・了室宗縁・竺華 等が、一時期住持であったのではないかと考えられる。

## 塔頭
- 東光院
- 通玄院(圓通院)

大圓寺が焼亡した後に、上手向村の西尾氏らの願いによって、上手向村八つ田へ移し、桂堂首座により、圓徳寺が開山した。
- 綱宗院

「梅花無尽蔵」七　「前住禅興竺華和尚祭文」によれば、明応10年(1501年）元旦に大圓寺で遷化した竺華和尚を弔うために万里集九が2月10日の大圓寺綱宗院での四十九日法要に出席したとある。
- 大聖院

愚渓寺本「明叔録」に「文叔古公首座禅師予修下火法語」があり、大聖軒宰の文叔古公首座元が病に罹患したので、
享禄5年（1532年）8月に葬儀を予習すると言い、明叔が導師をつとめたとある。文叔の後は桂天が院主をつとめたらしく禅昌寺本「明叔録」に「昌々嫩桂蓋乾坤、識得西來直下孫、八十趙州行脚事、倒騎仏殿出山門、大聖院主宰桂天堅昌蔵主　同」とある。天文7年（1538年）8月17日に紹得外史が、前大聖院の文叔座元の七回忌法要を行い、明叔が導師をつとめた。
- 栽松庵

愚渓寺本「明叔録」天文3年（1534年）6月の明叔慶浚による「明覚山大圓禅寺入寺法語」の末尾に、明叔慶浚が、峰翁祖一の祖塔の前で諷経し、一偈を述べたとある。その次に「龍門関　十境ノ一也、栽松庵　開山隠者ノ場也」とあり、開山塔院・大聖院とは別に峰翁祖一が隠居していた建物を栽松庵と呼んでいたとみられる。
- 倚松軒

永禄3年（1560年）と推定される12月13日、尾張犬山の瑞泉寺に当住中の岐秀と推定される人物が大圓寺に宛てた手紙に「倚松主盟にも手紙を出したいが多忙ゆえに、あなたから伝えてほしい」と言い、悦崗宗怡の瑞泉寺宛12月19日付けの返書がある。（「明叔録」）

## 十境
愚渓寺本「明叔録」天文3年（1534年）6月の明叔慶浚による「明覚山大圓禅寺入寺法語」の末尾に、無門関　十境ノ一也とある。

「異本葛藤集」の一一丁に、
とあり、水晶山と錦屏峰も十境の内であり、

「異本葛藤集」の上一二丁に、
とあり、長松嶺も十境の内であることが分かる。

「雪叟詩集」の一八丁には、
　という一文がある。

「乙津寺歴代偈頌」には、
とあり、大圓寺前に流れる川に架かる載流橋に希菴が通天橋と名付けていたのであろう。

## 出土品
大圓寺跡は大藪になっているが、敷地に石垣が所々に残っており、井戸址、敷地址、道路址や発掘された五輪塔が残されている。跡地からは鎌倉・室町時代の古瀬戸系の椿手の骨壺、無釉の印花陶器、天目釉の茶碗や徳利、常滑系甕、瓦器、須恵皿、山茶碗、おろし皿、古井戸柵、木箸、宋からの渡来銭(周通元宝・天禧通宝・煕寧通宝・天聖元宝)が出土している。 

## 関連事項
愛知県犬山市の徳授寺にある本尊は湛慶の作と伝わる木造玉眼の聖観音菩薩像で「濃州岩村大淵寺山門の本尊」との伝承がある。大淵寺とは大圓寺の誤伝だと考えられる。
峰翁祖一は、伊予国湯築城(現在の愛媛県松山市)の豪族河野氏に招かれて河野郷の大通寺に滞在している。やがて峰翁祖一の法嗣である大蟲宗岑が伊予河野郷に来たため峰翁祖一は、大圓寺へ帰っている。峰翁祖一が大圓寺で亡くなった後に月菴宗光は、峰翁祖一の法嗣である大虫宋岑を尋ねて伊予河野郷の大通寺を訪れている。

## 指定文化財・天然記念物

### 恵那市指定文化財
- (史跡)　大円寺跡　鎌倉時代
- (歴史資料)　大円寺井戸囲　鎌倉時代　※岩村町歴史資料館が保管
- (史跡)　希菴塚　室町時代末　※岩村町飯羽間に所在

## 末寺
- 大明寺 (朝来市)
- 大通寺 (北条市)

## 所在地
岐阜県恵那市岩村町富田大円寺
座標: 北緯35度22分11.80秒 東経137度27分43.60秒 / 北緯35.3699444度 東経137.4621111度